# 잉게마르 요한슨

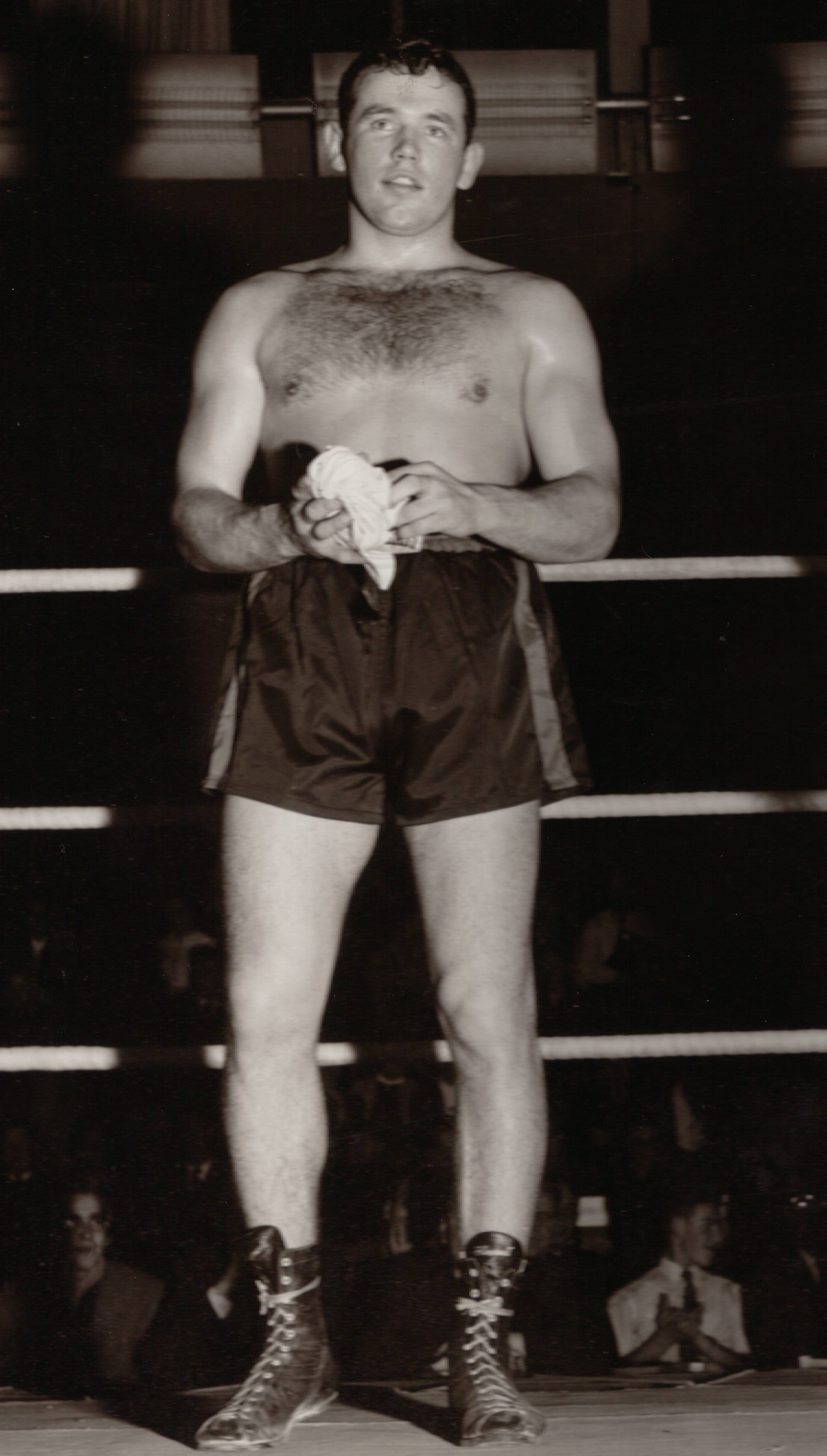

잉게마르 요한슨(Ingemar Johansson, 본명: Jens Ingemar "Ingo" Johansson, 스웨덴어: [ˈəɌŋː(ɛ)mar ˈjûːanˌsɔn], 1932년 9월 22일 ~ 2009년 1월 30일)은 1952년부터 1963년까지 경쟁한 스웨덴 프로 복서였다. 1959년부터 1960년까지 세계 헤비급 타이틀을 보유했다. 미국 이외의 지역에서 태어난 다섯 번째 헤비급 챔피언이었다. 요한슨은 3라운드에서 플로이드 패터슨을 7번이나 바닥에 눕힌 뒤 3라운드 중단으로 이기고 타이틀을 획득했다. 이 성과로 요한슨은 올해의 최고 프로 운동선수로 히콕 벨트를 수상했으며(27년 전체 첫 경기에서 미국인이 아닌 유일한 선수), AP 통신 올해의 남자 선수 및 스포츠 일러스트레이티드 올해의 스포츠맨으로 선정되었다.
요한슨은 또한 1956년부터 1958년까지, 그리고 1962년부터 1963년까지 두 차례 유럽 헤비급 타이틀을 획득했다. 아마추어로서 그는 1952년 하계 올림픽 헤비급 부문에서 은메달을 획득했다. 그는 자신의 오른쪽 주먹의 진탕력 때문에 "toonder and Lightning"이라는 애정 어린 이름을 붙였고, 2003년에는 더 링 잡지의 역대 최고의 펀치 100인 부문에서 세계 99위 목록에 올랐다.